# Cambridgea ordishi
Cambridgea ordishi är en spindelart som beskrevs av A. David Blest och Vink 2000. Cambridgea ordishi ingår i släktet Cambridgea och familjen Stiphidiidae. Inga underarter finns listade.